# هویوان، شینجیانگ
هویوان، شینجیانگ (به لاتین: Huiyuan) یک شهرک در جمهوری خلق چین است که در Huocheng County واقع شده‌است.